# Нифериха
Нифериха — деревня в Холмогорском районе Архангельской области.

## География
Находится в центральной части Архангельской области на расстоянии приблизительно 1 км на запад по прямой от села Емецк.

## История
В 1859 году здесь (тогда деревня Холмогорского уезда Архангельской губернии) было учтено 7 дворов, в 1905 — 5. До 2022 года входила в Емецкое сельское поселение до его упразднения.

## Население
Численность населения: 42 человека (1859 год), 29 (1905), 20 (русские 100 %) в 2002 году, 14 в 2010.